# 阿里郎之歌
阿里郎之歌，是一本講述朝鮮獨立運動的報告文學書籍，在1941年的延安出版。
書內有1930年代中國與朝鮮的情勢，對了解當時歷史十分有價值，一般相信作者是在中國從事抗日活動的朝鮮共產主義者張志樂。